# Spiderland
Spiderland là album phòng thu thứ hai và cuối cùng của ban nhạc rock người Mỹ Slint. Nó được phát hành ngày 27 tháng 3 năm 1991, qua Touch and Go Records. Phần nhạc của album có sự thay đổi cường độ đội ngột với kiểu giọng biến hóa từ đọc hát tới gào, trong khi phần lời tự sự lại nhấn mạnh vào sự xa lánh. Spiderland là đĩa nhạc đầu tiên của Slint được ra mắt nhờ Touch and Go, và là album duy nhất cùng tay bass Todd Brashear.
Dù Spiderland không được đón nhận nồng nhiệt khi mới phát hành, nó hiện đã bán được hơn 50.000 bản và trở thành một cột mốc trong giới nhạc ngầm sau khi Slint tan rã. Album có ảnh hưởng lớn với các ban nhạc chơi thể loại post-rock và math rock, như Mogwai và Godspeed You! Black Emperor, và là đĩa nhạc yêu thích của nhiều nghệ sĩ indie rock. Năm 2007, Slint tái hợp với một tour diễn gồm cả những lần biểu diễn toàn bộ Spiderland.

## Hoàn cảnh ra đời
Slint thành lập năm 1987 tại Louisville, Kentucky, từ phần còn lại của ban nhạc punk rock Squirrel Bait; những thành viên sáng lập gồm Brian McMahan (guitar, hát), David Pajo (guitar), Britt Walford (trống) và Ethan Buckler (guitar bass). Album đầu tay của ban nhạc, Tweez, được Steve Albini sản xuất và phát hành qua hãng đĩa của chính họ, Jennifer Hartman Records and Tapes. Âm nhạc của Tweez được mô tả là sự kết hợp giữa "tiếng guitar lộn xộn, dòng bass vang rền và tiếng trống mạnh bạo". Buckler nhanh chóng rời nhóm do không hài lòng với cách sản xuất của Albini, và được thay thế bằng Todd Brashear. Đĩa thu thứ hai của ban nhạc là EP không lời Slint, gồm cả một phiên bản mới của "Rhoda" trong Tweez. EP này, dù không được ra mắt cho tới tận 1994, cho thấy sự rời bỏ âm thanh của Tweez và thể hiện hướng đi mới của ban nhạc.
Sau khi ban nhạc kết thúc tour diễn ngắn quảng bá cho Tweez, đa số các thành viên vào đại học. Vào khoảng thời gian này, McMahan và Walford bắt đầu cùng nhau sáng tác đĩa nhạc tiếp theo, sáu ca khúc mà ban nhạc luyện tập suốt mùa hè 1990 được làm ra. Slint đến River North Records vào tháng 8 năm 1990 để thu âm Spiderland. Khi đó, ban nhạc không hề chuẩn bị phần hát hoặc lời, nên họ sáng tác chúng trong phòng thu. Người sản xuất album, Brian Paulson, được biết đến có cách thu âm "live" trong phòng thu, với những lần thu tối giản. Paulson nhớ lại "Cảm giác thật lạ lúc tôi đang làm [Spiderland] vì tôi nhớ mình chỉ ngồi đó, và tôi biết có một điều gì đó khác lạ ở thứ này. Tôi chưa bao giờ nghe thứ gì giống thế. Tôi thực sự thích nó nhưng nó cũng thật kì cục."
Quá trình thu âm Spiderland được cho là đã gây nhiều khó khăn cho ban nhạc và, theo AllMusic, "mãnh liệt, gây tổn thương và là một bằng chứng nữa cho thấy các thành viên khi đó phải trải qua sự định chế hóa thường xuyên trong khi hoàn thành album." Có đồn đại rằng ít nhất một thành viên của Slint đã phải kiểm tra trong bệnh viện tâm thần. Walford sau đó bày tỏ những câu chuyện này với Select: "[Chúng tôi] hẳn nhiên cố làm mọi thứ trở nên nghiêm túc, khiến cho việc thu âm album khá căng thẳng." Tiến trình thu được hoàn thành trong bốn ngày.

## Âm nhạc
Âm nhạc Spiderland sử dụng những nhịp (rhythm) guitar góc cạnh, sự thay đổi cường độ đội ngột và những số chỉ nhịp bất đối xứng. Phong cách hát của McMahan biến hóa từ đọc hát lẩm bẩm tới gào. Phần lời Spiderland thường được sáng tác theo lối tự sự. Những nghệ sĩ ảnh hưởng lên album là Gang of Four, Black Sabbath và Sonic Youth. Will Hermes của Spin tóm tắt âm thanh của album bằng "King Crimson thời giữa thập niên '70 chơi emo: những hợp âm guitar kêu rít và những nhạc cụ chơi nốt xoay vòng một cách tuyệt đẹp trong các số chỉ nhịp khác thường phối hợp với những từ ngữ được đọc và hát".
Track mở đầu, "Breadcrumb Trail", mô tả một ngày tại carnival cùng một thầy bói. Bài hát có cấu tạo phức tạp với những lần chuyển tiếp đột ngột, guitar hoán đổi từ kiểu riff rõ ràng với harmonic trong đoạn verse tới tiếng biến âm nặng có những nốt rất cao trong đoạn chorus (điệp khúc).
"Nosferatu Man" được truyền cảm hứng từ phim câm chủ nghĩa biểu hiện Nosferatu (1922). Phần verse có một đoạn riff nghịch tai, sử dụng nốt cao tương tự như ở "Breadcrumb Trail", trống sử dụng là trống lẫy và tom, thiếu đi chũm chọe. Điệp khúc, với tiếng guitar biến âm và trống ảnh hưởng bởi thrash metal, nối tiếp đến một đoạn jam mở rộng trước khi bài hát kết thúc bằng 30 giây hồi âm.
Walford thực hiện phần hát và guitar trong "Don, Aman". Trong tông giọng lý nhí, phần lời mơ hồ mô tả ý nghĩ của một "tâm hồn cô độc" trước, sau và trong một buổi chiều tối tại một quán bar. Nhịp độ ca khúc mỗi lúc một tăng dần, trở nên ồn ào và "biến âm" trước khi trở lại nhịp độ ban đầu.
"Washer", track dài nhất album, gồm một đoạn intro "gần như không nghe nổi" với guitar và chũm chọe. Ca khúc được xây dựng dần lên tới verse cuối cùng, với sự hiện diện của tiếng biến âm ồn ào, rồi kết thúc bằng một outro dài.
"For Dinner..." là một track không lời. Mở đầu bằng "các hợp âm nghiền ngẫm với những cú đập trên trống tom câm và trống bass". Một hợp âm guitar được lập lại trong một phút cuối track.
Track cuối album, "Good Morning Captain", được viết để tặng bài thơ The Rime of the Ancient Mariner của Samuel Taylor Coleridge. Khi thu âm đoạn điệp khúc cuối cùng cho bài hát, McMahan cảm thấy mệt mỏi do phải gồng mình hét trên tiếng guitar. David Peschek của The Guardian so sánh "Good Morning Captain" với "Stairway to Heaven" của Led Zeppelin, viết rằng "Good Morning Captain là Stairway to Heaven [của Slint], nếu như có thể tưởng tượng Stairway to Heaven bị tẩy bỏ tất cả sự khoa trương."

## Danh sách ca khúc
Tất cả ca khúc được viết bởi Todd Brashear, Brian McMahan, David Pajo, và Britt Walford, trừ khi có ghi chú. "Don, Aman" được sáng tác bởi McMahan, Pajo, Walford và Neil Young ("Cortez the Killer").
| STT | Nhan đề                              | Thời lượng |
| --- | ------------------------------------ | ---------- |
| 1.  | "Breadcrumb Trail"                   | 5:55       |
| 2.  | "Nosferatu Man"                      | 5:35       |
| 3.  | "Don, Aman" (McMahan, Pajo, Walford) | 6:28       |
| 4.  | "Washer"                             | 8:50       |
| 5.  | "For Dinner..."                      | 5:05       |
| 6.  | "Good Morning, Captain"              | 7:38       |

| Phiên bản giới hạn remaster 2014 | Phiên bản giới hạn remaster 2014                                                      | Phiên bản giới hạn remaster 2014 |
| STT                              | Nhan đề                                                                               | Thời lượng                       |
| -------------------------------- | ------------------------------------------------------------------------------------- | -------------------------------- |
| 1.                               | "Breadcrumb Trail (Remastered)"                                                       | 5:54                             |
| 2.                               | "Nosferatu Man (Remastered)"                                                          | 5:34                             |
| 3.                               | "Don, Amen (Remastered)"                                                              | 6:27                             |
| 4.                               | "Washer (Remastered)"                                                                 | 8:49                             |
| 5.                               | "For Dinner... (Remastered)"                                                          | 5:05                             |
| 6.                               | "Good Morning, Captain (Remastered)"                                                  | 7:41                             |
| 7.                               | "Nosferatu Man (Basement practice)"                                                   | 7:05                             |
| 8.                               | "Washer (Basement practice)"                                                          | 4:48                             |
| 9.                               | "Good Morning, Captain (Demo)"                                                        | 7:34                             |
| 10.                              | "Pam (Rough mix of Spiderland outtake)"                                               | 4:44                             |
| 11.                              | "Glenn (Spiderland outtake)"                                                          | 7:59                             |
| 12.                              | "Todd's Song (Post-Spiderland Song in Progress)"                                      | 7:22                             |
| 13.                              | "Brian's Song (Post-Spiderland demo)"                                                 | 5:57                             |
| 14.                              | "Cortez the Killer (Live in Chicago, Illinois, ngày 3 tháng 3 năm 1989)" (Neil Young) | 8:36                             |
| 15.                              | "Washer (4-track vocal demo)"                                                         | 7:21                             |
| 16.                              | "Nosferatu Man (4-track vocal demo)"                                                  | 5:23                             |
| 17.                              | "Pam (4-track vocal demo)"                                                            | 3:33                             |
| 18.                              | "Good Morning, Captain (Evanston Riff tape)"                                          | 0:45                             |
| 19.                              | "Nosferatu Man (Evanston Riff tape)"                                                  | 3:18                             |
| 20.                              | "Pam (Evanston Riff tape)"                                                            | 4:39                             |

| Track đi kèm (iTunes) | Track đi kèm (iTunes)    | Track đi kèm (iTunes) |
| STT                   | Nhan đề                  | Thời lượng            |
| --------------------- | ------------------------ | --------------------- |
| 7.                    | "Utica Quarry, Nightime" | 15:38                 |

## Thành phần tham gia
Slint
- Todd Brashear – guitar bass
- David Pajo – guitar
- Brian McMahan – guitar, hát
- Britt Walford – trống, hát, guitar

Thành phần kỹ thuật
- Will Oldham – nhiếp ảnh
- Brian Paulson – kỹ thuật
- Noel Saltzman – nhiếp ảnh

## Vinh danh
| Công bố           | Quốc gia | Hạng mục                          | Năm  | Vị trí |
| ----------------- | -------- | --------------------------------- | ---- | ------ |
| Alternative Press | Hoa Kỳ   | 90 Album Vĩ đại nhất Thập niên 90 | 1998 | 34     |
| Pitchfork Media   | Hoa Kỳ   | Top 100 Album của Thập niên 1990  | 1999 | 12     |
| Melody Maker      | Anh Quốc | Top 100 Album Mọi thời đại        | 2000 | 55     |
| NME               | Anh Quốc | 100 Album hay nhất                | 2003 | 53     |
| Spin              | Hoa Kỳ   | 100 Album Vĩ đại nhất, 1985–2005  | 2005 | 94     |